# Langues balto-slaves
Les langues balto-slaves sont une branche de la famille des langues indo-européennes. Elles regroupent les langues baltes et les langues slaves. Ce regroupement est largement admis, mais une minorité de linguistes, considère toujours que les similitudes entre les langues de ces deux groupes seraient dues à des interférences linguistiques (par proximité géographique) au cours du Ier millénaire ap. J.-C., plutôt qu'à une origine commune, mais ils ne remettent pas en cause les appartenances des deux groupes aux langues indo-européennes. Certains linguistes, enfin, ont récemment suggéré que la branche balto-slave pouvait être séparée en trois groupes équidistants : les langues baltes de l'ouest (prussien), les langues baltes de l'est (lituanien et letton) et les langues slaves.

## Liste
Voir la liste des langues balto-slaves dans l'article des Langues par famille.

## Débats linguistiques
La principale question à propos du balto-slave est de savoir si ce concept représente une seule communauté, un continuum formé de deux communautés voisines (baltes et slaves) ou éventuellement de trois communautés voisines (balte orientale, baltique occidentale, slave), parlant des dialectes de l'Europe du Nord étroitement liés qui évoluent de façon très proche les uns des autres,.

## Substrat linguistique ouralien

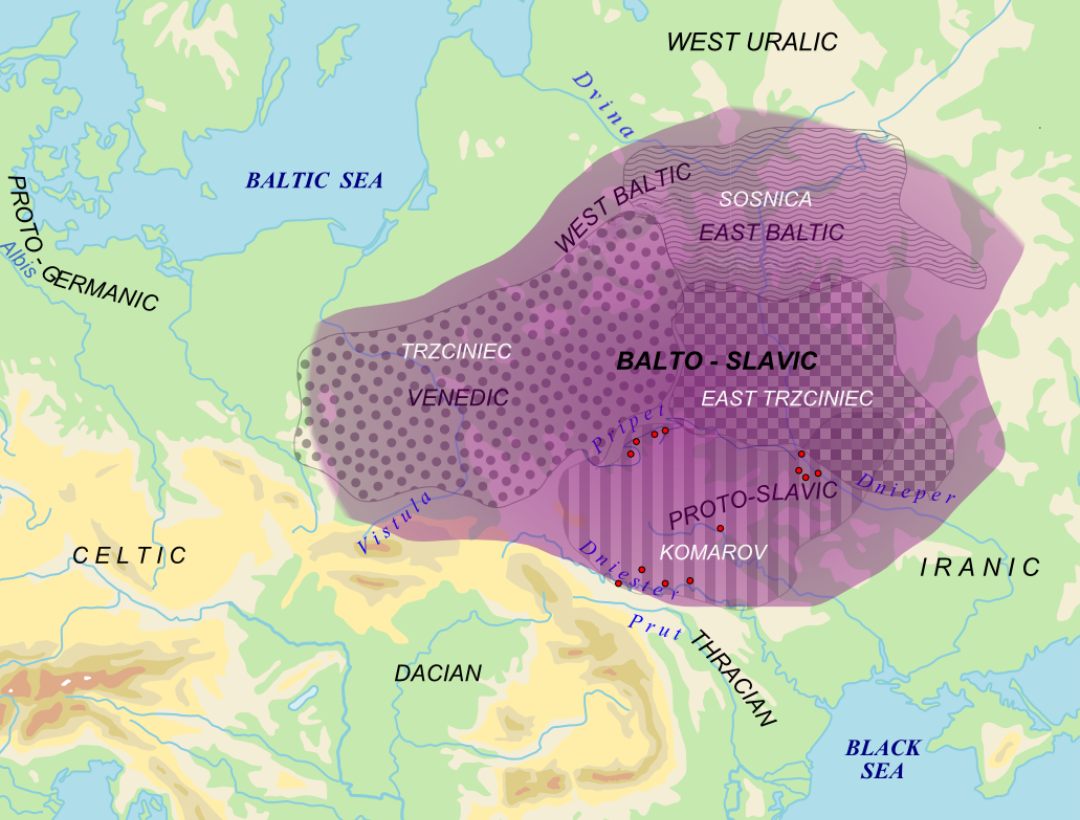
Langues balto-slaves, à l'Âge du Bronze.

L'idée d'un substrat ouralien dans les langues balto-slaves a été soutenue par plusieurs linguistes (Pokorny 1936/1968). Comme le montrent des études récentes (Bednarczuk 1997), leur densité est la plus remarquable dans les quatre langues balto-slaves parlées dans la région antérieure de la culture de la céramique au peigne (le letton, le lituanien, le biélorusse et le russe). D'autre part, des ouralismes occasionnels dans les autres langues balto-slaves parlées à l'ouest de la Vistule et au sud de Pripiat peuvent plutôt être considérés comme des traits étendus s'étendant depuis le nord-est.
Depuis au moins les années 1980, il est fermement établi que les langues balto-slaves, baltes et slaves présentent un fort substrat ouralien, même si de nombreux détails font encore l'objet de controverses.